# Bronwyn Eagles
Bronwyn Eagles (Camden (Nueva Gales del Sur), Australia, 23 de agosto de 1980) es una atleta australiana, especialista en la prueba de lanzamiento de martillo, en la que ha logrado ser medallista de bronce mundial en 2001.

## Carrera deportiva
En el Mundial de Edmonton 2001 ganó la medalla de bronce en lanzamiento de martillo, con una marca de 68.87 metros, quedando tras la cubana Yipsi Moreno y la rusa Olga Kuzenkova.